# Triple sec
Pour les articles homonymes, voir Triple sec (homonymie).
Le triple sec est une liqueur d'écorces d'orange utilisée dans de très nombreux cocktails et recettes, résultant d'une triple distillation d'écorces d'oranges douces et amères.

## Historique
Deux origines sont invoquées pour la création du triple sec. 
Selon Cointreau, le triple sec aurait été inventé à Angers par le célèbre Edouard Cointreau. 
Mais d'après la maison Combier, ce serait le liquoriste Jean-Baptiste Combier à Saumur en 1834 qui serait à l'origine de la première recette. Pour la confection de l'Elixir Combier quelques années plus tard, il adapta une recette du chimiste François Raspail (1794-1878), personnalité marquante de la Révolution française de 1848, qu’il aurait connu en prison. Selon d’autres sources, François Raspail aurait publié une recette d’élixir, dite « liqueur de Raspail », dans un almanach, que Jean-Baptiste Combier aurait adaptée en « élixir Combier » (mariage entre du cognac, du triple sec, de l’orange douce et des plantes).
Aujourd'hui, il n'existe aucune définition juridique exacte pour l’appellation « triple sec » en France. Aux Etats-Unis, il faut que ce soit à la base une liqueur d'orange.

## Préparation
Les écorces d'orange sont séchées pendant 12 jours, puis elles macèrent dans de l'eau-de-vie, qui est par la suite distillée dans de grands alambics en cuivre. Le triple sec est distillé trois fois à 20 % vol, 30 % vol et 40 % vol selon la maison Combier. Cette triple distillation serait à l'origine de son nom.
D'après Edouard Cointreau, le nom « triple sec » viendrait plutôt de fait qu'il s'agit d'une liqueur avec 3 fois plus d'essences d'orange (Triple) et moins de sucre (Sec).
Le taux volumique d'alcool du triple sec est de 40%.

## Modes de consommation
Le triple sec est utilisé dans les recettes originales des cocktails les plus consommés dans le monde (exemple : margarita). Il peut néanmoins se boire sec, sur glace avec un zeste de citron vert frais, ou flambé avec du sucre caramélisé.

## Commercialisation
Les marques commerciales de triple sec sont les suivantes : Aristocrat, Arrow, Bandolero, Bols, Briottet, Cointreau, Combier, De Kuyper, Giffard, Hiram Walker, Lejay, Marie Brizard, McGuinness, Meaghers, Mohawk, L'Héritier Guyot, Mr. Boston, Cubay et Grand Marnier Cordon Jaune. Grand Marnier Cordon Rouge, marque de liqueur contenant du cognac, n'est donc pas considéré comme un triple sec.